# 耶律奚低
耶律奚低（?—?），辽国軍人。契丹人。孟父房耶律岩木後裔。
耶律奚低得意弓射骑馬，勇于征战。辽景宗时历任軍官。統和四年（986年），任右皮室詳稳。北宋楊業攻克山西郡县，耶律奚低在枢密使耶律斜軫属下討楊業。凡在战阵耶律奚低必然当先，箭不虚发。楊業在朔州之南战敗，藏在深林之中。耶律奚低見到楊業的袍影射箭，楊業落馬。之前軍令要求务必生擒楊業，所以耶律奚低不能为功。統和二十二年（1004年），睿智太后萧绰南征北宋，耶律奚低多次有战功。後来病亡。

## 延伸阅读
[在维基数据编辑]
 《遼史/卷83》，出自脱脱《遼史》